# Réacteur à neutrons thermiques
Un réacteur à neutrons thermiques (ou réacteur à neutrons lents) est un type de réacteur nucléaire qui utilise des neutrons ralentis, dits aussi thermiques. Les neutrons ralentis (thermalisés) ont alors une probabilité plus grande d'interagir de manière efficace avec les atomes d'uranium, ou tout autre atome fissile. La majorité des centrales sont de ce type.
La fission nucléaire se produit préférentiellement avec des neutrons d'énergie modérée (de vitesse ralentie), ce qui est obtenu en plaçant dans le cœur un matériau ralentisseur des neutrons (on dit aussi modérateur) jusqu'à l'état "thermique" ou les neutrons ont l'énergie (la vitesse) correspondant à l'agitation thermique des atomes du milieu diffusant (mouvement brownien). On parle alors de réacteur à neutrons thermiques.
Comme dans toute centrale nucléaire, la chaleur produite au sein du cœur est transférée à un fluide (gaz ou vapeur d'eau) qui actionne une turbine couplée à un alternateur et produit ainsi de l’électricité. 

## Rappels généraux sur la fission nucléaire
Sous l’effet d’une collision avec un neutron, le noyau de certains gros atomes, dits fissiles, a la propriété de se casser en deux. La matière fissile qui constitue le cœur des réacteurs est en général de l’uranium ou du plutonium.
En absorbant un neutron, un noyau d’atome 235U se transforme ainsi en 236U, un isotope de l’uranium, dans un état excité de 6,2 MeV (1 MeV = 1,6 × 10−13 J). Cette énergie suffit pour que le noyau puisse franchir la barrière de fission, de 5,7 MeV et se fragmenter en deux autres noyaux comme le krypton 93 (93Kr) et le baryum 140 (140Ba) :
235
92U + 1
0n ⟶ 236
92U ⟶ 93
36Kr + 140
56Ba + 3 1
0n,
ou bien le strontium et le xénon :
235
92U + 1
0n ⟶ 236
92U ⟶ 94
38Sr + 140
54Xe + 2 1
0n + γ.
Une importante quantité d’énergie est libérée lors de cette fission, de l’ordre de 200 MeV pour un noyau d’Uranium 235. La part principale de cette énergie est constituée par l'énergie cinétique des deux atomes créés. Elle s'accompagne en général de l'émission d'un ou de plusieurs neutrons rapides (généralement 2 ou 3) qui ont une énergie cinétique moyenne de 2 MeV.
Ceux-ci réagissent avec les noyaux qu'ils rencontrent et sont soit diffusés, c'est-à-dire renvoyés dans une direction différente, soit absorbés. Tant que la probabilité d'absorption reste faible, les neutrons se conservent pratiquement en nombre, mais leur énergie décroît peu à peu à chaque diffusion. Les noyaux sont d’autant plus efficaces pour ralentir les neutrons que leur masse est plus faible, plus proche de celle du neutron. C’est en particulier le cas de l'eau ordinaire (qui contient de l'hydrogène le meilleur des modérateurs/ralentisseurs de neutrons), l'eau lourde (eau dans laquelle n'a été conservé, grâce à une séparation isotopique, que l'isotope lourd de l'hydrogène, le deutérium), le béryllium ou son oxyde, la glucine, et enfin le graphite (carbone pur). Avec un modérateur efficace, les neutrons se ralentissent jusqu'à ce que leur énergie cinétique soit à peu près égale à l'énergie d'agitation thermique du milieu diffusant (0,025 eV à la température de 300 K) sans être absorbés. La plupart des fissions se produisent alors à cette énergie et le réacteur est dit à neutrons thermiques. Dans le cas contraire, le réacteur est dit à neutrons rapides.

## Nécessité du ralentissement (modération) des neutrons dans un réacteur à neutrons thermiques
La raison principale pour laquelle on cherche dans un réacteur thermique à ralentir les neutrons issus de fission pour les amener au niveau d'énergie (de vitesse) thermique est liée au fait que la probabilité qu'une rencontre d'un neutron thermalisé avec un atome fissile donne lieu à fission de l'atome rencontré est sensiblement 250 fois plus élevée que dans le cas où le neutron possède une énergie (une vitesse) élevée voisine de son énergie initiale.

## Bilan neutronique
Certaines captures de neutrons ne donnent pas lieu à la fission du noyau et l'importance relative de ces captures parasites doit être strictement limitée pour qu'une réaction en chaîne, divergente ou stationnaire, soit réalisée. Pour entretenir une réaction en chaîne, l'un des n neutrons produits à chaque fission devra à son tour être absorbé dans le combustible, les n - 1 qui restent pouvant être perdus par capture dans les autres constituants du milieu, ou par fuite en dehors du dispositif. n dépend de l'énergie des neutrons. Dans le cas des neutrons thermiques, il est égal à 2,08 pour 235U et 239Pu, à 1,8 pour l’uranium enrichi, mais à 1,36 seulement pour l'uranium naturel. Le contrôle de la réaction en chaîne est assuré par l'insertion de barres de commandes contenant des matériaux très absorbants des neutrons, généralement désignés: "absorbants mobiles de contrôle de la réactivité du cœur". Les matériaux absorbants utilisés sont typiquement : le bore, le cadmium, l'argent, l'indium ainsi que d'autres non listés ici.

## Production de chaleur par la fission - Ordres de grandeurs
La fission de tous les atomes d'uranium 235 contenus dans une tonne d’uranium naturel donne plus de 10 000 fois plus d’énergie que la combustion d'une tonne d’équivalent pétrole : 570 000 GJ contre 42 GJ (giga-joules).
1 Mégawatt * jour d'énergie thermique produite par un réacteur nucléaire de puissance à neutrons thermique correspond sensiblement à 1,09 gramme d'uranium 235 fissionné.
La fission de tous les atomes d'uranium-235 présents dans 1 g d'uranium naturel produirait 159 kWh.